# Андрычук, Хартмут
Хартмут Андрычук (также Андричук, нем. Hartmut Andryczuk; род. 3 ноября 1957) — немецкий визуальный поэт, издатель.

## Биография
Немецкий визуальный поэт, издатель.
Инициировал и выпустил несколько изданий, связанных с русским авангардом.
Живёт в Берлине.

## Награды и премии
- Международная отметина имени отца русского футуризма Давида Бурлюка[1]